# Euploea renominata
Euploea renominata är en fjärilsart som beskrevs av Felix Bryk 1937. Euploea renominata ingår i släktet Euploea och familjen praktfjärilar. Inga underarter finns listade i Catalogue of Life.